# Haplopogon dicksoni
Haplopogon dicksoni là một loài ruồi trong họ Asilidae. Haplopogon dicksoni được Wilcox miêu tả năm 1966. Loài này phân bố ở vùng Tân Bắc giới.